# 張介 (成化進士)
張介（1429年—1488年），字廉夫，四川成都府內江縣人，民籍。

## 生平
十月十七日生，行二，治《書經》，由國子生中式四川鄉試第十五名舉人，年三十八歲中式成化二年丙戌科第三甲會試中式第一百三十二名，第一百九十一名進士。

## 家族
曾祖張超德；祖張懽，陰陽訓術；父張彥理；母甘氏。慈侍下，妻陰氏，兄爕，弟粹；兆；劼。